# 大池町 (横浜市)
大池町（おおいけちょう）は、神奈川県横浜市旭区の地名。「丁目」の設定のない単独町名である。住居表示未実施区域。

## 地理
旭区の南部に位置し、区域の大半をこども自然公園が占めている。全域が市街化調整区域となっており住民はごく僅かである。

## 歴史

### 沿革
- 1962年（昭和37年）11月1日 - 二俣川町の一部を編入し、横浜市保土ヶ谷区大池町が新設。
- 1969年（昭和44年）10月1日 - 保土ヶ谷区を再編し、旭区を新設。横浜市旭区大池町となる。
- 1979年（昭和54年）6月26日 - 大池町の一部を分離し、柏町、戸塚区岡津町へ編入[4]。

### 町名の変遷
| 実施後   | 実施年月日                | 実施前（各町名ともその一部） |
| -------- | ------------------------- | ---------------------------- |
| 今宿西町 | 1962年（昭和37年）11月1日 | 二俣川町の一部               |

## 学区
市立小・中学校に通う場合、学区は以下の通りとなる（2024年11月時点）。
| 番・番地等 | 小学校                 | 中学校                 |
| ---------- | ---------------------- | ---------------------- |
| 全域       | 横浜市立万騎が原小学校 | 横浜市立万騎が原中学校 |

## 事業所
2021年（令和3年）現在の経済センサス調査による事業所数と従業員数は以下の通りである。
| 町丁   | 事業所数 | 従業員数 |
| ------ | -------- | -------- |
| 大池町 | 10事業所 | 347人    |

### 事業者数の変遷
経済センサスによる事業所数の推移。
| 年                 | 事業者数 |
| ------------------ | -------- |
| 2016年（平成28年） | 7        |
| 2021年（令和3年）  | 10       |

### 従業員数の変遷
経済センサスによる従業員数の推移。
| 年                 | 従業員数 |
| ------------------ | -------- |
| 2016年（平成28年） | 219      |
| 2021年（令和3年）  | 347      |

## 施設
- こども自然公園
- 戸塚カントリー倶楽部

## その他

### 日本郵便
- 郵便番号 : 241-0834[2]（集配局：横浜旭郵便局[8]）

### 警察
町内の警察の管轄区域は以下の通りである。
| 番・番地等 | 警察署   | 交番・駐在所   |
| ---------- | -------- | -------------- |
| 全域       | 旭警察署 | 南希望が丘交番 |